# Jerker Victor
Jerker Carlsson Victor, född den 29 oktober 1910 i Östersund, död den 10 september 2004 i Djursholm, var en svensk jurist. Han var bror till Frans Victor.
Victor avlade studentexamen 1929 och juris kandidatexamen 1933. Han genomförde tingstjänstgöring 1933–1936 och advokatpraktik 1936–1937. Victor blev fiskal i Svea hovrätt 1938, adjungerad ledamot där 1944, extra ordinarie assessor 1946, tillförordnad revisionssekreterare 1950, assessor i Svea hovrätt 1952 och ordinarie revisionssekreterare 1953. Hovrättsråd i Svea hovrätt 1954. Han var föredragande i Statens hyresråd 1943–1944, tillförordnad tingsdomare i Sollentuna och Färentuna domsaga 1947–1949 och hovrättsråd 1954–1977. Victor var sekreterare i Stockholms församlingsdelegerade 1948–1975 och ledamot av Stockholms domkapitel 1960–1971. Han blev löjtnant i Norrlands artilleriregementes reserv 1943. Victor publicerade Stockholms församlingdelegerade (1949), Kommentarer till lag om församlingsstyrelse (1962) och artiklar i Svensk juristtidning. Han blev riddare av Nordstjärneorden 1958 och kommendör av samma orden 1972. Victor vilar i sin hustrus familjegrav på Sankt Eskils kyrkogård i Eskilstuna.